# Zangaradugu
Zangaradugu é uma comuna rural do sul do Mali da circunscrição de Sicasso e região de Sicasso. Segundo censo de 1998, havia 3 945 residentes, enquanto segundo o de 2009, havia 6 818. A comuna inclui 5 vilas.